# Bondei
Pour la langue, voir Bondei (langue).
Bondei est le nom d'un groupe ethnique basé dans les Monts Usambara, en Tanzanie.
Ils sont apparentés aux Shambalas et parlent une langue bantoue, le bondei.

## Démographie
Ils sont environ 100 000.